# Зешити лужицке
„Зешити лужицке” (пољ. Zeszyty Łużyckie — „лужичке свеске”) научни је часопис на пољском језику, који су издавали од 1991. године институт за словенску филологију на Универзитету у Варшави и Кружок љубитеља лужичке културе Пољског етнографског друштва.
Тираж је 200 примерака (1995). Часопис објављује преводе, извештаје, чланке и рецензије пољских, а такође и лужичкосрпских, чешких специјалиста за сорабистику. Издање осветљава живот у Лужици и культуру Лужичких Срба.
Уредници: Ева Сјатковска (1991—2004), Елжбета Вроцлавска (2004—2014), Јежи Молас (од 2014).